# Lineage (jeu vidéo)
Pour les articles homonymes, voir Lineage.
Lineage est un jeu vidéo de rôle médiéval fantasy massivement multijoueur (MMORPG) sorti en 1998 sur Windows et créé par l'entreprise sud-coréenne NCsoft.

## Suites
Lineage W et Project TL est une suite prévue qui se déroulera après Lineage et sera les deux derniers jeux de la série Lineage.
Les serveurs nord-américains ont été fermés le 29 juin 2011 par NCSoft.